# Offentlig plats

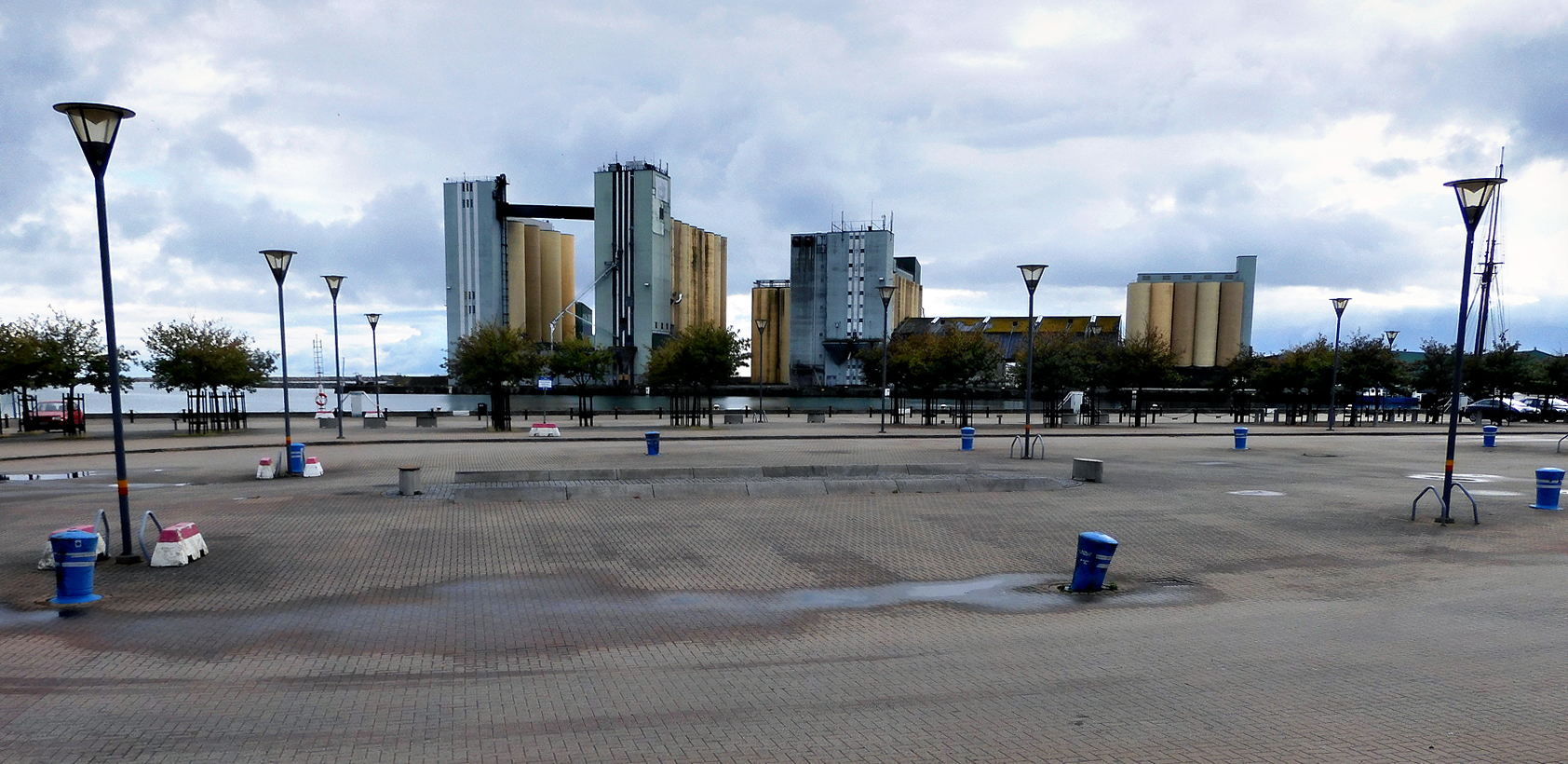
Hamnplan i Ystad är en offentlig plats.

Offentliga platser är i Sverige en juridisk term som definieras enligt 1 kap. 2 § Ordningslagen (1993). Den syftar på platser som allmänheten har tillgång till och som definierats som allmän plas i en kommunal detaljplan. Begreppet har juridiskt mer eller mindre ersatt det tidigare begreppet allmän plats.

## Olika typer

### Fyra typer av offentlig plats
En offentlig plats är i Sverige något av följande:
1. allmänna vägar,
2. gator, vägar, torg, parker och andra platser som i detaljplan redovisas som allmän plats och som har upplåtits för sitt ändamål,
3. områden som i detaljplan redovisas som kvartersmark för hamnverksamhet, om de har upplåtits för detta ändamål och är tillgängliga för allmänheten, samt
4. andra landområden och utrymmen inomhus som stadigvarande används för allmän trafik.

### Andra typer och användning
Regeringen eller kommuner får föreskriva att till exempel idrottsplatser, badplatser och campingplatser som inte uppfyller kraven på offentlig plats enligt Ordningslagen, ändå ska jämställas med offentlig plats. När en kommun beslutar om att jämställa platser med offentliga platser brukar det stå i kommunens lokala ordningsföreskrifter.
Om platsen ska användas till något annat än vad detaljplanen beskriver, behöver man söka tillstånd för detta. Exempelvis kan polisen ge tillstånd för allmän sammankomst (demonstration, konsert med mera), offentlig tillställning (exempelvis sporttävling, marknad eller mässa), ekonomisk eller liknande användning av den offentliga platsen (som uteservering, försäljning eller uppställning av bodar) och annat (till exempel pengainsamling eller fyrverkeri).

## Historik
Begreppet offentlig plats har idag i det närmaste ersatt den äldre benämningen allmän plats, även om denna fortfarande förekommer i plan- och bygglagen, i vapenlagen och i brottsbalken. I brottsbalken avser man då också tåg, affärer, restauranger och biografer som allmänna platser, under den tid ("öppettider") då allmänheten har tillgång till platsen.